# Selena (tehnodroid)
 Ovo je glavno značenje pojma Selena (tehnodroid). Za druga značenja pogledajte Selena (razdvojba).
Selena (poznata i kao Raven) je fiktivni lik iz talijanskog stripa Nathan Never. Ona je tehnodroid iz daleke budućnosti.

## Biografija

### Nastanak
U dalekoj budućnosti, na Zemlji su se vodili Tehnobiološki ratovi, sukobi između ljudi i tehnodroida, humanoidnih bića sastavljenih od živog metala. Vođa zemaljskih tehnodroida, Lucifer, da bi lakše zapovijedao svojoj vojsci, stvorio si je dva generala, Talosa i Selenu. No Zemaljska oslobodilačka vojska, predvođena junakinjom Dakkar, napala je glavno sjedište zemaljskih tehnodroida.
Tijekom bitke, Sellena se sukobila s Dakkar, ali Lucifer je prekinuo borbu, kako bi pokušao iskoristiti vremeplov u pokušaju da promijeni povijest. No pokušaj mu nije uspio, i Selena je, u bijegu pred Dakkar, skočila u vremeplov, koji je još bio uključen. No Dakkar je baš u taj tren zapucala na Selenu, i dok je ova nestajala, hitac joj je otkinuo jedan rog, u kojem je bio jedan od njenih perifernih mozgova. Zemaljska oslobodilačka vojska uspjela je uništiti Lucifera i cijelu njegovu tvrđavu, ali Selena je nestala u prošlosti.

### Raven
Najveći dio Selenina tijela, napola uništen, završio je u vremenu krajem 21. stoljeća, no njezin otkinuti rog završio je u vremenu srednjovjekovnog Japana. Selenino uništeno tijelo u 21. stoljeću su pronašli liječnici, i ono je završilo u bolnici na intenzivnoj njezi, no odande ga je ukrao Aristotel Skotos, šef moćne kriminalne organizacije, koji se tada jako zanimao za tehnologiju vezanu uz bioniku. No kada je paralizirana Selena vidjela kako se Skotos loše odnosi prema svojoj ženi Sadi, shvatila je da mora uzeti oblik sličan muškom. Skotosovi tehničari su obnovili Selenino tijelo davši mu muški izgled, i ona je uzela ime Raven.
Skotos je od tada slao Ravena na razne zadatke protiv njegovih protivnika, a Raven ga je bio prisiljen slušati, jer mu je tijekom operacije Skotos u glavni mozak ugradio mikročip za mentalnu kontrolu. No tijekom borbe protiv agenata iz Agencije Alfa 2094. godine, Ravena su porazili Nathan Never i njegova kćer Ann, te je on u posljednji tren uspio svoj um i sjećanja prebaciti u računala Skotosove palače. Ravenov um se, putujući kroz informatičke sustave, prebacio u računala kriminaca zvanog Mister Jinx.
Tri godine poslije, 2097., Jinx je obećao pronaći ljudsko tijelo za Ravena, jer mu je ovaj zauzvrat obećao odati sve što zna o naprednim tehnologijama iz budućnosti. Raven je dobio žensko tijelo, uzeto od Jinxove pomoćnice Krissy Longfellow, i njegov um je prebačen u to novo tijelo. Raven je time ponovno postao Selena.
Nakon nekoliko mjeseci Selena je provalila na Trg Apokalipse da ukrade matične stanice tehnodroida kojima je oplodila July Fran, legendarnu kradljivicu i tehnološku genijalku s nanoidima. Zatim je napala Ann Never u Sinclair Asylumu da promijeni budućnost, no napao ju je budući nemesis Gabrijel. Nadjačava ga, ali Ann budi svoje skrivene moći i transportira njihove umove u dimenziju uma kreiranu po budućnosti gdje su preuzele uloge legendarne junakinje Dakkar i okrutne generalke Selene. Selena ju je nadjačala i zamalo ubila, no Nathan se pojavljuje i spašava ju te oni udružuju snage i uništavaju čudovište u stvarnosti i u astralnoj dimenziji ali ona se obećava vratiti po osvetu. Poslije je njezina jezgra zdrobljena i naizgled uništena zauvijek.